# Cascajal del Río
Cascajal del Río är en ort i Mexiko.   Den ligger i kommunen Acayucan och delstaten Veracruz, i den sydöstra delen av landet, 400 km öster om huvudstaden Mexico City. Cascajal del Río ligger 27 meter över havet och antalet invånare är 364.
Terrängen runt Cascajal del Río är platt. Runt Cascajal del Río är det ganska tätbefolkat, med 67 invånare per kvadratkilometer. Närmaste större samhälle är San Juan Evangelista, 11,1 km söder om Cascajal del Río. Omgivningarna runt Cascajal del Río är en mosaik av jordbruksmark och naturlig växtlighet.